# Clã Akizuki

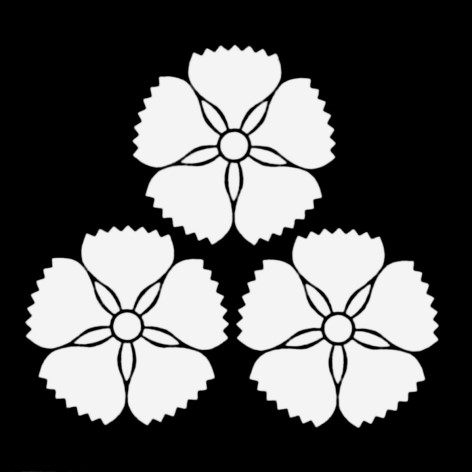
Mon do Clã Akizuki

O Clã Akizuki (秋月氏, Akizuki-shi) foi um clã japonês descendente do príncipe de origem chinesa Achi no Omi. O Clã foi inicialmente estabelecido na Província de Chikuzen por Minamoto no Yoritomo , em 1190 . 
Durante o Período Nanboku-chō o Clã Akizuki escolhe para apoiar a Corte do Sul (Nanchō). 
No Período Sengoku, ao Clã Akizuki é dado o Domínio de Takanabe na Província de Hyūga (atual Miyazaki) , na ilha de Kyūshū. 
O diretor de cinema Akira Kurosawa dirigiu um  filme sobre o Clã Akizuki, A Fortaleza Escondida (隠し砦の三悪人, Kakushi toride no san akunin), em 1958. É a história de dois ladrões, com a ajuda de um outro (na verdade, general da princesa Akizuki) visando roubar o ouro do clã, derrotada por um clã vizinho. O filme foi refeito em 2008 pelo diretor de cinema Shinji Higuchi 